# Зайнетдинов, Энгель Ахметович
Энгель Ахметович Зайнетдинов (род. 22 ноября 1937, Уфа, СССР) — советский российский нефтяник, учёный,  журналист. Составитель первого историко-экономического сборника «Башкирская нефть». На стыке своих знаний выдвинулся в последние годы как историк нефтедобычи в Башкирии (см. библиографию). Кандидат экономических наук (1975). Член Союза журналистов РФ и  Башкортостана (2011). Основное место трудовой деятельности — «Башнефть». Член президиумов Советов ветеранов АНК «Башнефть» и Башкирского республиканского Совета ветеранов войны и труда.

## Образование
Энгель Ахметович Зайнетдинов родился в семье учителей.
- Высшее образование — горно-нефтяной факультет Уфимского нефтяного института по специальности «Разработка нефтяных и газовых месторождений» (1959).
- Аспирантура. В 1975 г. Э. А. Зайнетдинов защитил диссертацию на соискание ученой степени кандидата экономических наук.

## Трудовая деятельность
Калтасинская контора бурения треста «Башвостокнефтеразведка»(1959-1960гг)- помощник бурильщика, Нормативно-исследовательская станция объединения «Башнефть» - инженер, ст.инженер, главный инженер (1960-1965гг), начальник станции (1965-1985гг), Центральная инженерно-технологическая служба производственного объединения «Башнефть» -зам.начальника (1985-1987гг), зам.генерального директора производственного объединения «Башнефть» по организации работ в Народной Демократической Республике Йемен (1987-1992гг), начальник отдела внешнеэкономических связей производственного объединения «Башнефть» (1993-1995 гг).

## Научная деятельность
Автор около 20 книг, в том числе монографии «Повышение производительности труда в добыче нефти» (1976) и более 150  научных публикаций по истории нефтяной промышленности СССР и о знатных нефтяниках СССР, РФ и РБ.

## Награды
Э. А. Зайнетдинов награждён медалями «Ветеран труда», «За доблестный труд. В ознаменование столетия со дня рождения В. И. Ленина», медалью "За трудовую доблесть", знаком «Отличник нефтедобывающей промышленности СССР»,  золотые, серебряные медали ВДНХ СССР, а также трижды  Почетной грамотой Миннефтепрома и ЦК профсоюза. В 1982 г.  присвоено почётное звание «Заслуженный экономист БАССР». Действительный член Международной академии наук экологии и безопасности жизнедеятельности, Лауреат премии правительства Республики Башкортостан им. Шагита Худайбердина, награжден медалью «300 лет Берг-Коллегии России» Высшего горного Совета РФ, медалью им.Ломоносова, медалью «75 лет Сталинградской битвы» Волгоградской области, Почетным знаком президиума  Совета всероссийской организации ветеранов.

## Семья
Отец — Ахмет Каюмович Зайнетдинов, фронтовик, Заслуженный учитель БАССР.
Э.А.Зайнетдинов- основатель нефтяной династии Зайнетдиновых.